# Antigua-et-Barbuda aux Jeux olympiques d'été de 2012
Antigua-et-Barbuda participe(nt) aux Jeux olympiques d'été de 2012 à Londres, au Royaume-Uni, du 27 juillet au 12 août de cette même année pour sa 9e fois à des Jeux d'été.

## Athlétisme
Les athlètes de l'Antigua-et-Barbuda ont jusqu'ici atteint les minima de qualification dans les épreuves d'athlétisme suivantes (pour chaque épreuve, un pays peut engager trois athlètes à condition qu'ils aient réussi chacun les minima A de qualification, un seul athlète par nation est inscrit sur la liste de départ si seuls les minima B sont réussis), :
hommes
| Athlète           | Épreuve    | Séries     | Séries | Quarts de finale | Quarts de finale | Demi-finales | Demi-finales | Finale   | Finale |
| Athlète           | Épreuve    | Résultat   | Rang   | Résultat         | Rang             | Résultat     | Rang         | Résultat | Rang   |
| ----------------- | ---------- | ---------- | ------ | ---------------- | ---------------- | ------------ | ------------ | -------- | ------ |
| Daniel Bailey     | 100 mètres | exempt     | exempt | 10.12            | 13e              | 10.16        | 17e          | -        | -      |
| Brendan Christian | 200 mètres | 20.63 (MS) | 21e    | NC               | NC               | 20.58 (MS)   | 15e          | -        | -      |

Femmes
| Athlète      | Épreuve    | Séries   | Séries | Quarts de finale | Quarts de finale | Demi-finales | Demi-finales | Finale   | Finale |
| Athlète      | Épreuve    | Résultat | Rang   | Résultat         | Rang             | Résultat     | Rang         | Résultat | Rang   |
| ------------ | ---------- | -------- | ------ | ---------------- | ---------------- | ------------ | ------------ | -------- | ------ |
| Afia Charles | 400 mètres | 54.25    | 38e    | NC               | NC               | -            | -            | -        | -      |

## Natation
| Athlète                 | Épreuve         | Séries | Séries | Demi-finales | Demi-finales | Finale | Finale |
| Athlète                 | Épreuve         | Temps  | Rang   | Temps        | Rang         | Temps  | Rang   |
| ----------------------- | --------------- | ------ | ------ | ------------ | ------------ | ------ | ------ |
| Karin O'reilly Clashing | 50 m nage libre | 30.01  | 55e    | -            | -            | -      | -      |